# Martin Ševc
Martin Ševc (* 23. září 1981, Kladno, Československo) je bývalý český hokejový obránce.

## Ocenění a úspěchy
- 2007 ČHL - Nejlepší střelec mezi obránci
- 2008 ČHL - Nejtrestanější hráč
- 2009 ČHL - Nejtrestanější hráč
- 2009 ČHL - Nejlepší hráč v pobytu na ledě (+/-)
- 2016 ČHL - Nejtrestanější hráč
- 2017 ČHL - Nejtrestanější hráč
- 2017 ČHL - Nejlepší hráč v pobytu na ledě (+/-)
- 2018 ČHL - Nejtrestanější hráč
- 2018 ČHL - Nejvyšší průměr času strávený na ledě
- 2019 ČHL - Nejlepší nahrávač mezi obránci
- 2021 ČHL - Nejtrestanější hráč

## Hráčská kariéra
- 1999-2000 Rytíři Kladno
- 2000-2001 Rytíři Kladno
- 2001-2002 Rytíři Kladno, HC Energie Karlovy Vary, HC Slovan Ústečtí Lvi
- 2002-2003 Rytíři Kladno, HC Slovan Ústečtí Lvi
- 2003-2004 Rytíři Kladno, HC Medvědi Beroun 1933
- 2004-2005 Rytíři Kladno
- 2005-2006 Rytíři Kladno, Färjestads BK
- 2006-2007 Rytíři Kladno
- 2007-2008 Rytíři Kladno
- 2008-2009 Färjestads BK
- 2009-2010 HK Dinamo Minsk
- 2010-2011 Färjestads BK
- 2011-2012 Färjestads BK
- 2012-2013 HC Škoda Plzeň, Skellefteå AIK
- 2013-2014 HC Lev Praha KHL
- 2014-2015 Skellefteå AIK
- 2015-2016 Bílí Tygři Liberec [2] Mistr české extraligy
- 2016-2017 Bílí Tygři Liberec
- 2017-2018 Bílí Tygři Liberec
- 2018-2019 Bílí Tygři Liberec
- 2019-2020 BK Mladá Boleslav [3]
- 2020-2021 BK Mladá Boleslav
- 2021-2022 BK Mladá Boleslav

## Reprezentace
| Rok                       | Tým                       | Soutěž                    | Z  | G | A | B | TM |
| ------------------------- | ------------------------- | ------------------------- | -- | - | - | - | -- |
| 2014                      | Česko                     | MS                        | 10 | 0 | 2 | 2 | 8  |
| Seniorská kariéra celkově | Seniorská kariéra celkově | Seniorská kariéra celkově | 10 | 0 | 2 | 2 | 8  |